# Ононськ
Оно́нськ (рос. Ононск) — село у складі Олов'яннинського району Забайкальського краю, Росія. Адміністративний центр Ононського сільського поселення.

## Населення
Населення — 635 осіб (2010; 705 у 2002).
Національний склад (станом на 2002 рік):
- росіяни — 85 %